# Turbinella laevigata

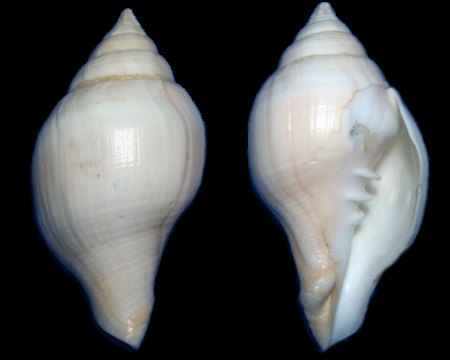
Gehäuse von Turbinella laevigata

Turbinella laevigata ist der Name einer Schnecke aus der Familie der Turbinellidae (Gattung Turbinella), die an der Atlantikküste Brasiliens verbreitet ist.

## Merkmale
Das große, bei ausgewachsenen Schnecken bis zu 20 cm lange Schneckenhaus von Turbinella laevigata weist 7 bis 8 rundliche Umgänge auf, die spiralig nur sehr flach skulpturiert sind und von denen die ersten beiden Umgänge den zitzenförmigen Protoconch bilden. Der Körperumgang nimmt etwa zwei Drittel der gesamten Schale ein. Die Gehäusemündung ist eher klein und länglich und hat eine scharfkantige äußere Lippe. Die weiße Oberfläche der Schale ist mit einem recht dicken braunen Periostracum überzogen.

## Verbreitung und Vorkommen
Turbinella laevigata ist endemisch im westlichen Atlantischen Ozean an der Küste Brasiliens zwischen Amapá und Espírito Santo. Sie lebt in seichten Gewässern in der Gezeitenzone und bis 40 m Tiefe, wurde aber vor Amapá bis in 60 m Tiefe gefunden.

## Lebenszyklus
Wie andere Neuschnecken ist Turbinella laevigata getrenntgeschlechtlich. Das Männchen begattet das Weibchen mit seinem Penis. Das Weibchen legt etwa 51 bis 74 mm lange und 38 bis 45 mm breite Gelege (Ootheken), die aus rund 13 bis 18 scheibenförmigen Eikapseln mit einer konvexen und einer konkaven Seite und einem Durchmesser von 16 bis 40 mm und einer Dicke von 0,2 bis 0,6 mm bestehen. Die Kapseln sitzen auf einer gemeinsamen basalen Membran, die über einen festen Stiel an einem festen Substrat wie etwa der Rotalge Bryothamnion seaforthii befestigt wird. Jede Kapsel enthält etwa 240 Eier, die sich innerhalb der Eikapsel zu fertigen Schnecken entwickeln. Jungtiere vor dem Schlupf wiesen 5 bis 8 mm lange Juvenilschalen mit drei kompletten Umgängen auf.

## Nahrung
Für Turbinella laevigata gibt es keine Veröffentlichungen über die Ernährung. Andere Arten der Gattung Turbinella wie auch anderer Gattungen in der Familie Turbinellidae fressen – teilweise ausschließlich – Vielborster und Spritzwürmer.